# Ruth Donnelly
Ruth Donnelly (Trenton, 17 maggio 1896 – New York, 17 novembre 1982) è stata un'attrice statunitense.

## Biografia
Tra le più attive attrici caratteriste di Hollywood, Ruth Donnelly iniziò la sua carriera sul palcoscenico all'età di 17 anni, recitando nella commedia musicale The Quaker Girl. Grazie all'interessamento dell'attrice teatrale Rose Stahl, che la prese sotto la sua protezione, la Donnelly ebbe modo di affinare le sue doti di attrice brillante e l'anno successivo apparve accanto alla Stahl nella pièce Maggie Pepper. Il debutto a Broadway portò la Donnelly all'attenzione di George M. Cohan, che le consentì di ottenere dei ruoli brillanti in diverse commedie musicali di successo, come Going Up (1917).
La sua prima apparizione cinematografica risale al 1913, ma la sua carriera hollywoodiana decollò definitivamente nella prima metà degli anni trenta. Apparve in più di un'occasione nel ruolo della moglie di Guy Kibbee nei film Viva le donne! (1933), Wonder Bar (1934) e Mr. Smith va a Washington (1939). Tra le altre sue interpretazioni di rilievo, da ricordare quella di Nora Marco nella commedia Un bandito in vacanza (1938), accanto a Edward G. Robinson, e di Suor Michael in Le campane di Santa Maria (1945), con Bing Crosby e Ingrid Bergman. Nel 1948 diede prova anche del suo talento drammatico, interpretando una donna mentalmente instabile nel film La fossa dei serpenti, con Olivia de Havilland.
Dopo la sua ultima apparizione cinematografica nel film La strada dell'oro (1957), la Donnelly fece ritorno sulle scene di Broadway, sostituendo Patsy Kelly nel ruolo di Pauline nel revival della celebre commedia No, No, Nanette, dove ritrovò la collega Ruby Keeler, già sua partner negli anni trenta nel film Viva le donne!.
Sposata dal 1932 con Basil de Guichard (morto nel 1958), Ruth Donnelly morì all'ospedale Roosevelt di New York nel 1982, all'età di 86 anni.

## Filmografia parziale

### Cinema
- L'affare si complica (Hard to Handle), regia di Mervyn LeRoy (1933)
- Lilly Turner, regia di William A. Wellman (1933)
- Bureau of Missing Persons, regia di Roy Del Ruth (1933)
- Guerra bianca (Employees' Entrance), regia di Roy Del Ruth (1933)
- Viva le donne! (Footlight Parade), regia di Lloyd Bacon (1933)
- Sempre nel mio cuore (Ever in My Heart), regia di Archie Mayo (1933)
- Female, regia di Michael Curtiz (1933)
- Goodbye Again, regia di Michael Curtiz (1933)
- Private Detective 62, regia di Michael Curtiz (1933)
- Wonder Bar, regia di Lloyd Bacon (1934)
- Housewife, regia di Alfred E. Green (1934)
- Verso la felicità (Happiness Ahead), regia di Mervyn Le Roy (1934)
- I milioni della manicure (Hands Across the Table), regia di Mitchell Leisen (1935)
- È arrivata la felicità (Mr. Deeds Goes to Town), regia di Frank Capra (1936)
- Volo nella bufera (Thirteen Hours by Air), regia di Mitchell Leisen (1936)
- Caino e Adele (Cain and Mabel), regia di Lloyd Bacon (1936)
- Army Girl, regia di George Nichols Jr. (1938)
- Un bandito in vacanza (A Slight Case of Murder), regia di Lloyd Bacon (1938)
- Mr. Smith va a Washington (Mr. Smith Goes to Washington), regia di Frank Capra (1939)
- Manette e fiori d'arancio (The Amazing Mr. Williams), regia di Alexander Hall (1939)
- Mia bella pollastrella (My Little Chickadee), regia di Edward F. Cline (1940)
- Meet the Missus, regia di Malcolm St. Clair (1940)
- Tu m'appartieni (You Belong to Me), regia di Wesley Ruggles (1941)
- Le campane di Santa Maria (The Bells of St. Mary's), regia di Leo McCarey (1945)
- Domani saranno uomini (Fighting Father Dunne), regia di Ted Tetzlaff (1948)
- La fossa dei serpenti (The Snake Pit), regia di Anatole Litvak (1948)
- Sui marciapiedi (Where the Sidewalk Ends), regia di Otto Preminger (1950)
- La collina della felicità (I'd Climb the Highest Mountain), regia di Henry King (1951)
- Il segreto del lago (The Secret of Convict Lake), regia di Michael Gordon (1951)
- Nagasaki (The Wild Blue Yonder), regia di Allan Dwan (1951)
- I senza Dio (A Lawless Street), regia di Joseph H. Lewis (1955)
- I pionieri dell'Alaska (The Spoilers), regia di Jesse Hibbs (1955)
- Foglie d'autunno (Autumn Leaves), regia di Robert Aldrich (1956)
- La strada dell'oro (The Way to the Gold), regia di Robert D. Webb (1957)

### Televisione
- Crossroads – serie TV, episodio 1x23 (1956)
- Assistente sociale (East Side/West Side) – serie TV, episodio 1x13 (1963)
- The Nurses – serie TV, episodio 3x16 (1965)

## Doppiatrici italiane
- Wanda Tettoni in I pionieri dell'Alaska
- Maria Saccenti in Il segreto del lago
- Mimosa Favi in I senza Dio
- Clara Ristori in Foglie d'autunno